# Liste der Kulturgüter in Steinmaur
Die Liste der Kulturgüter in Steinmaur enthält alle Objekte in der Gemeinde Steinmaur im Kanton Zürich, die gemäss der Haager Konvention zum Schutz von Kulturgut bei bewaffneten Konflikten, dem Bundesgesetz vom 20. Juni 2014 über den Schutz der Kulturgüter bei bewaffneten Konflikten sowie der Verordnung vom 29. Oktober 2014 über den Schutz der Kulturgüter bei bewaffneten Konflikten unter Schutz stehen.
Objekte der Kategorie A sind im Gemeindegebiet nicht ausgewiesen, Objekte der Kategorie B sind vollständig in der Liste enthalten, Objekte der Kategorie C fehlen zurzeit (Stand: 1. Januar 2018). Unter übrige Baudenkmäler sind weitere geschützte Objekte zu finden, die im Verzeichnis der Objekte von überkommunaler Bedeutung der kantonalen Denkmalpflege zu finden und nicht bereits in der Liste der Kulturgüter enthalten sind.

## Kulturgüter
| Foto |                                                                         | Objekt                                                                           | Kat. | Typ | Standort                              | Beschreibung |
| ---- | ----------------------------------------------------------------------- | -------------------------------------------------------------------------------- | ---- | --- | ------------------------------------- | ------------ |
| BW   | Datei hochladen · Wikidata zu Pflasterbach Kirche / Kapelle (Q29933129) | Ehemalige mittelalterliche Pflasterbach Kapelle, Wallfahrtsstätte KGS-Nr.: 14829 | B    | F   | Sünikon, Pflasterbach 674591 / 259990 |              |

## Übrige Baudenkmäler
| ID       | Foto |                                                                        | Objekt                            | Kat.    | Typ | Standort                               | Beschreibung |
| -------- | ---- | ---------------------------------------------------------------------- | --------------------------------- | ------- | --- | -------------------------------------- | ------------ |
| 10100161 | ja   | Datei hochladen · Wikidata zu Reformierte Kirche Steinmaur (Q18630080) | Reformierte Kirche                | B kant. | G   | Hauptstrasse 58 676628 / 261432        |              |
| 10100310 |      | Datei hochladen                                                        | Ehemaliges Bauernhaus             | B reg.  | G   | Sägestrasse 7 675993 / 260717          |              |
| 10100464 |      | Datei hochladen                                                        | Ehemaliges Bauernhaus mit Scheune | B reg.  | G   | Regensbergerstrasse 8 675186 / 260497  |              |
| 10100497 |      | Datei hochladen                                                        | Ehemaliges Bauernhaus mit Scheune | B reg.  | G   | Regensbergerstrasse 20 675022 / 260538 |              |

Legende: Im Wesentlichen siehe Legende der Liste der Kulturgüter von nationaler und regionaler Bedeutung, mit folgenden Ausnahmen:
- Anstelle der KGS-Nummer wird als Objekt-Identifikator (ID) die Inventarnummer im Verzeichnis der Objekte von überkommunaler Bedeutung des kantonalen Denkmalschutzamtes verwendet.
- Bei den Kategorien wird wie folgt unterschieden: B kant. = Objekt von kantonaler Bedeutung (Kanton Zürich); B reg. = Objekt von regionaler Bedeutung (Kanton Zürich).